# Partició (matemàtiques)

Partició d'un disc en 6 parts.

En matemàtiques, una partició d'un conjunt és una subdivisió en diversos subconjunts no buits, de forma que cada element del conjunt pertany a un, i només un, dels subconjunts.
Més formalment, donat un conjunt A, una partició de A és un conjunt {Ai | i ∈ I} de parts de A tal que
1. Els Ai són no buits.
2. {\displaystyle \cup _{i\in I}A_{i}=A}.
3. Si {\displaystyle A_{i}\cap A_{j}\neq \emptyset } aleshores {\displaystyle A_{i}=A_{j}}.

## Exemples
- Tot conjunt d'un element {x} té exactament una partició: { {x} }.
- Per a qualsevol conjunt no buit X, P = {X} és una partició de X.
- El conjunt {1, 2, 3} té aquestes 5 particions:
  - { {1},{2},{3} }
  - { {1,2},{3} }
  - { {1,3},{2} }
  - { {1},{2,3} }
  - { {1,2,3} }
- Observeu que
  - { {},{1,3},{2} }, no és una partició (ja que conté el conjunt buit).

## El nombre de particions d'un conjunt finit
Tot conjunt finit té un nombre finit de particions possibles. Aquestes particions es poden determinar mitjançant combinatòria.
Per exemple, donat el conjunt {1,2,3,4}, aquestes són totes les particions possibles:
1 subconjunt: {1,2,3,4}
2 subconjunts: {1}{2,3,4}; {2}{1,3,4}; {3}{1,2,4}; {4}{1,2,3}; {1,2}{3,4}; {1,3}{2,4}; {1,4}{2,3}
3 subconjunts: {1,2}{3}{4}; {1,3}{2}{4}; {1,4}{2}{3}; {2,3}{1}{4}; {2,4}{1}{3}; {3,4}{1}{2}
4 subconjunts: {1}{2}{3}{4}
El nombre de Bell Bn, anomenat així en honor d'Eric Temple Bell, és el nombre de particions diferents d'un conjunt finit de n elements. Els primers nombres de Bell són:
B0 = 1, B1 = 1, B₂ = 2, B₃ = 5, B₄ = 15, B₅ = 52, B₆ = 203
Els nombres de Bell satisfan la següent relació recursiva: {\displaystyle B_{n+1}=\sum _{k=0}^{n}{n \choose k}B_{k}}.